# جيمس روزفلت
جيمس روزفلت (بالإنجليزية: James Roosevelt) (و. 1907 – 1991 م) هو سياسي، وضابط، ومنتج أفلام، وكاتب من الولايات المتحدة الأمريكية ولد في مدينة نيويورك. وهو ابن الرئيس فرانكلين روزفلت. وهو عضو في الحزب الديمقراطي الأمريكي.

## التعليم
تعلم في جامعة هارفارد.

## جوائز
حصل على جوائز منها ستار سيلفر.

## روابط خارجية
- جيمس روزفلت على موقع IMDb (الإنجليزية)
- جيمس روزفلت على موقع مونزينجر (الألمانية)
- جيمس روزفلت على موقع إن إن دي بي (الإنجليزية)
- جيمس روزفلت على موقع قاعدة بيانات الفيلم (الإنجليزية)